# لفافة
اللِّفَافَة (بالإنجليزية: Fascia)‏ هي مَجموعة مِن النَسيج الضام تقع إما أسفل الجِلد مُباشرة وتعرف بِـاللِّفَافَة السطحية (Superficial Fascia) أو تقع بشكل غائر تغطِّي فيه العَضلات والأوعية الدَموية حيث تُشكل كَغمد أو كغشاء حَولها وتعرف بِـ اللِّفَافَة الغائِرة أو العَميقة (Deep Fascia).

## اللفافة السطحية
اللِّفَافَة السَطحية (بالإنجليزية: Superficial Fascia)‏ هي مجموعة من النسيج الضام الدهني توجد أسفل الجِلد وتَحتوي اللِّفَافَة السَطحية على أوعية دَموية صغيرة وأعصاب تَعمل على دَعم وَتزويد الجِلد باحتياجاته، وَتُعرف هذه الأعصاب والأوعية الدموية بِالـ «الأعصاب والأوعية الدموية الجلدية» "Cutaneous Vessels and Nerves ". تَحتوي اللِّفَافَة السَطحية في النِّساء على كمية من الدهون أكبر مِن نَظيرها عند الرجال حيث تُشكل عند النِّساء طَبقة دهنية صفراء سَميكة تَحت الجَلد، كَما أن اللِّفَافَة السَطحية غير مَوجود في بَعض مَناطق الجِسم عند الجِنسين مِثل: جفن العين، ومن المُمكن أن تحتوي على غدد دُهنية كَتلك المَوجودة في الناحية الصَدرية في مَنطقة الثّدي.
للجسم مَناطق خاصة تَحتوي فيها اللِّفَافَة السَطحية على عَضلات وَهيَ:
1. مِنطقة الوَجه تحتوي فيها على العَضلات الوَجهية (Fascial Muscles).
2. مِنطقة الرَّقبة تحتوي فيها على العَضلات الجلدية العُنقية (Platysma Muscles).
3. مِنطقة راحَة اليَد تحتوي فيها عَلَى عَضلات راحة اليَدّ القَصيرة (Palmaris brevis Muscle).
4. مِنطقة كِيس الصَفن تحتوي فيها على العَضلات السِّلخية (Dartos Muscle).

وَظائف مُكونات اللِّفَافَة السَطحية:
أولاً: الدُهون:
1. تَعمل الدُهون كَمخزون للغذاء.
2. تَعمل كطبقة عازلة لِدرجة حرارة الجِسم.

ثانياً: الأوعية الدموية والأعصاب:
1. تُساعد الأوعية الدموية في تَنظيم دَرجة حرارة الجِسم.
2. تَعمل الأعصاب في نَقل الإحساس من الجَلد إلى مَناطق القَرار.

## اللِّفَافَة الغائِرة

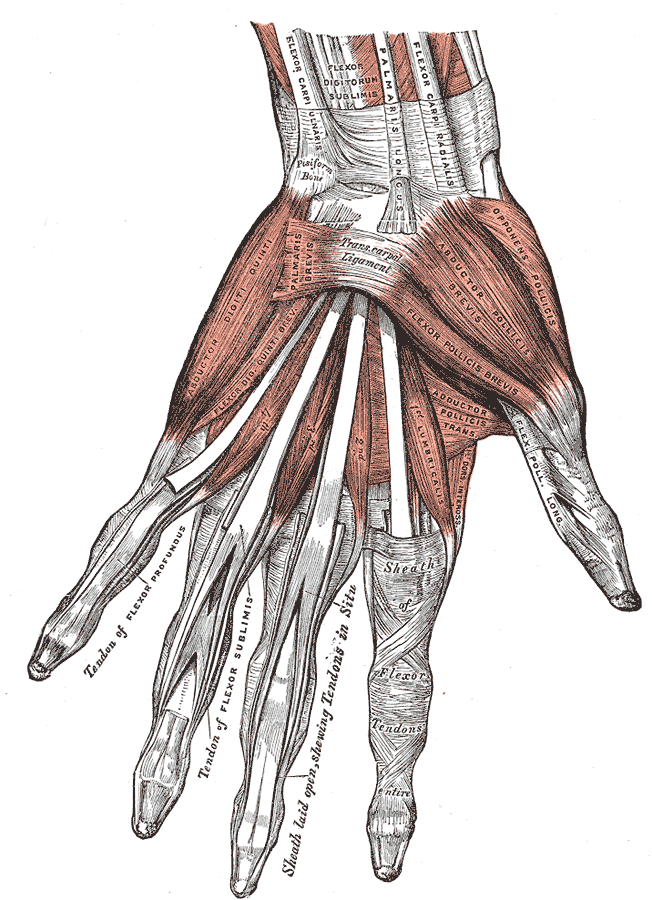
توفر اللفافة مسارات في الجسم: تمر الأوتار المثنية لليد تحت القيد المثني وسقف النفق الرسغي.

اللِّفَافَة الغائِرة (بالإنجليزية: Deep Fascia)‏ هي غَشاء لِيفي أبيض كَثيف قَوي يُغطي العَضلات ويلتف حولها. وهي تُشكل كَحاجز نسيجي ليفي يَفصل بين العَضلات المُتصلة بنفس العَظمة يُسمى بِـ «الحاجز بين العَضلات» "Intermuscular Septa"، حيث يعمل هذا الحاجِز على تسهيل حَركة العَضلات طوليا ويُسهل مرور الأَعصاب والأوعية الدموية.
توجد اللِّفَافَة الغائِرة في بَعض مَناطق الجِسم بشكل سَميك حيث تُشكل ما يُعرف بِـ «القُيود» "Retinacula"، حيث توجد هذه القيود حَول المِعصم والكاحِل، ومهمتها هي الحِفاظ على مَوقع الأوتار الطويلة بالنسبة للعظم.
وَظائف اللِّفَافَة الغائِرة:
1. تُساعد على ارتباط العَضلات في بعض المَناطق.
2. تعمل كَغمد وعائي عصبي يقوم بِحماية الأَوعية والأعصاب الكبيرة.
3. تُشكل القُيود (اُنظر أعلاه).
4. تُشكل الحاجز بَين العضلات (اُنظر أعلاه).

## من فوائد اللفافات حول العضلات
مرونتها تساعد على مرونة العضلات وفي أداء وظيفتها في الحركة. لهذا يجب العمل على زيادة مرونة اللفافات بالحركة والرياضة. فمثلا هل تستطيع جلوس القرفصاء؟ إذا كان جوابك بالنفي، فعليك بأداء تمرين على ذلك، بسهولة ومن دون عناء، استمر في الحركة الهادئة وستلاحظ وتلاحظي أن الروابط العضلية تتمدد، وستتوصل إلى ذلك النوع من الجلوس في فترة وجيزة. هذا هو مجرد مثال لمزاولة أي وضع آخر.

## ديناميات اللفافة
اللفافة هي أجزاء قابلة للتكيف للغاية من الأنسجة.
- نظرًا لارتفاع مرونة اللزوجة، يمكن أن تتمدد «اللفافة السطحية» بشكل كبير، على سبيل المثال لامتصاص دهون الجسم فيما يتعلق بزيادة الوزن الطبيعية أو زيادة الوزن قبل الولادة.
- `` اللفافة الحشوية  بشكل عام أقل تمددًا من اللفافة السطحية. بسبب وظيفتها المتصلة بالأعضاء، يجب أن يظل توترها ثابتًا. إذا كانت فضفاضة جدًا، فسيؤدي ذلك إلى هبوط العضو؛ إذا كانوا أيضًا مفرط التوتر، فسيحد من حركة الأعضاء.[7]
- `` اللفافة العميقة  هي أيضًا أقل تمددًا من اللفافة السطحية. لديك تدفق دم أقل، [8] ولكنها معصبة للغاية بالمستقبلات الحسية التي تشير إلى الألم (مستقبلات الأذية، والتغيرات في الحركة (استقبال الحس العميق ar)، والتغيرات في الضغط والاهتزاز (مستقبل ميكانيكي en)، والتغيرات في البيئة الكيميائية (مستقبل كيميائي en)، وتغيرات درجة الحرارة (مستقبلات الحرارة en).[9] [10] العديد من اللفافات العميقة قادرة على الاستجابة لتحفيز ميكانيكي أو كيميائي مناسب مع الانكماش أو الاسترخاء، ومن خلال إعادة التنظيم الهيكلي التدريجي لمكوناتها الداخلية رد فعل.[11] اللفافة العميقة لها العضلات الملساء - مثل خلايا النسيج الضام (الأرومة الليفية العضلية) التي يمنحهم القدرة على الانقباض الفعال على مدى فترة طويلة من الزمن مثل العديد من الأحشاء أو الأوعية الدموية. يبدو أن صلابة اللفافة مرتبطة بكثافة الخلايا الليفية العضلية. تم العثور على كثافة عالية بشكل خاص من الخلايا الليفية العضلية في كل من الورم الليفي الراحي (تقفع دوبويتران) وفي الكتفين المتجمدين المرضي («كتف مجمدة»).[12]
- العديد من إجراءات العلاج اليدوي تهدف إلى إحداث تغيير دائم في اللفافة. وتشمل هذه تدليك الأنسجة الضامة، علاج العظام، رولفينج، علاج اللفافة والحجامة. تهدف الحجامة في المقام الأول إلى تغيير اللفافة السطحية، على سبيل المثال. على سبيل المثال، يهدف Rolfing و osteopathy إلى التأثير على اللفافة العميقة.[13]

## تمرينات اللفافات
يجب أن تكون اللفافة قادرة على التدريب بطريقة مستهدفة باستخدام طرق مختلفة، على سبيل المثال باستخدام بكرة لفافة.

## المَراجع
- General Anatomy & General Embryology , Part 1 , Staff members of Faculty of Medicine , Alexandria University

1. ↑  نموذج تأسيسي في التشريح، QID:Q1406710
2. ↑  محمد هيثم الخياط (2009). المعجم الطبي الموحد: إنكليزي - فرنسي - عربي (بالعربية والإنجليزية والفرنسية) (ط. الرابعة). بيروت: مكتبة لبنان ناشرون، منظمة الصحة العالمية. ص. 718. ISBN:978-9953-86-482-2. OCLC:978161740. QID:Q113466993.
3. ↑  يوسف حتي؛ أحمد شفيق الخطيب (2011). قاموس حتي الطبي الجديد: طبعة جديدة وموسعة ومعززة بالرسوم إنكليزي - عربي مع ملحقات ومسرد عربي - إنكليزي (بالعربية والإنجليزية) (ط. الأولى). بيروت: مكتبة لبنان ناشرون. ص. 319. ISBN:978-9953-86-883-7. OCLC:868913367. QID:Q112962638.
4. ↑  Hedley, Gil (2005). The Integral Anatomy Series Vol. 1: Skin and Superficial fascia. مؤرشف من الأصل في 2019-05-15.
5. ↑  Schleip، Robert (2003). "Fascial plasticity – a new neurobiological explanation: Part 1". Journal of Bodywork and Movement Therapies. ج. 7 ع. 1: 11–9. DOI:10.1016/S1360-8592(02)00067-0.
6. ↑  Paoletti، Serge (2006). The Fasciae: Anatomy, Dysfunction & Treatment. Seattle, WA: Eastland Press. ص. 23–24. ISBN:0-939616-53-X.
7. ↑   سيرج باوليتي: "اللفافة. التشريح والخلل الوظيفي والعلاج . مطبعة إيستلاند ، سياتل 2006 ، ISBN 0-939616-53-X ، ص 146-147.
8. ↑   إيدا رولف: "Rolfing". مطبعة Healing Arts ، روتشستر 1989 ، ISBN 0-89281-335-0 ، ص 38.
9. ↑   Leon Chaitow: ' "التلاعب بالأنسجة الرخوة". مطبعة Healing Arts ، روتشستر 1988 ، ISBN 0-89281-276-1 ، ص 26-28.
10. ↑   R. شليب: `` اللدونة اللفافية - تفسير عصبي بيولوجي جديد . الجزء 1. في: "مجلة علاجات الجسم والحركة". المجلد. 7 ، رقم 1 ، Elsevier ، 2003 ، ص 15-19.
11. ↑   توماس دبليو مايرز: "قطارات علم التشريح". تشرشل ليفينجستون ، لندن 2002 ، ISBN 0-443-06351-6 ، ص 15.
12. ↑   لارس ريمفيج وآخرون: "هل المرضى مع متلازمة إيلرز دانلوس و / أو متلازمة فرط الحركة ... Elsevier Urban & Fischer، Munich 2007، p. 87
13. ↑   John von Basmajian ، Rich Nyberg: `` العلاجات اليدوية العقلانية - التلاعب وحركة العمود الفقري وتعبئة الأنسجة اللينة . ليبينكوت ويليامز وويلكينز 1993.